# Ervin Katona
Ervin Katona, cyr. Ервин Катона (ur. 5 stycznia 1977 w Suboticy) – serbski strongman.
Najlepszy serbski strongman w historii tego sportu. Jeden z najlepszych światowych siłaczy. Mistrz Europy Centralnej Strongman w Parach 2008.

## Życiorys
Ervin Katona zdobył mistrzostwo juniorów Serbii w kickboxingu.
Wielokrotnie zdobył tytuły Najsilniejszego Człowieka Bałkanów i Najsilniejszego Człowieka Serbii.
Zdobył tytuł Wicemistrza Ligi Mistrzów Strongman za rok 2008. 9 maja 2009 podczas zawodów Ligi Mistrzów Strongman w Serbii doznał kontuzji zerwania bicepsu, która wykluczyła go na kilka miesięcy z sezonu 2009. W klasyfikacji generalnej Ligi Mistrzów Strongman w roku 2009, w wyniku majowej kontuzji, zajął dopiero czwarte miejsce.
Był zrzeszony w federacji IFSA i sklasyfikowany na 12. pozycji.

### Mistrzostwa Świata Strongman
Ervin Katona wziął udział czterokrotnie w indywidualnych Mistrzostwach Świata Strongman, w latach 2006 (IFSA), 2007 (IFSA), 2009 i 2010. W indywidualnych Mistrzostwach Świata Strongman 2009 nie zakwalifikował się do finału.
Jest właścicielem klubu treningowego, w którym przygotowuje się do zawodów. Mieszka w mieście Subotica, w autonomicznej prowincji Wojwodina.
Wymiary:
- wzrost 188 cm
- waga 150 – 155 kg[8] (wcześniej ok. 138 kg)

Rekordy życiowe:
- przysiad 400 kg
- wyciskanie 300 kg
- martwy ciąg 400 kg

## Osiągnięcia strongman
- 2004

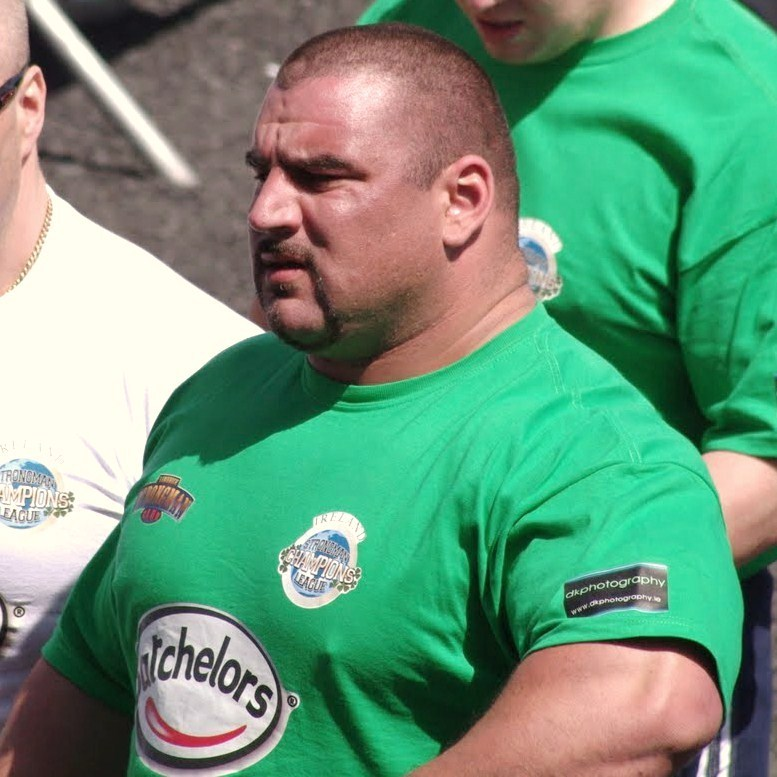
Ervin Katona, 2010

  - 7. miejsce - Mistrzostwa Europy Strongman 2004
- 2006
  - 3. miejsce - Puchar Świata Siłaczy 2006: Wiedeń
  - 12. miejsce - Mistrzostwa Świata IFSA Strongman 2006, Islandia
- 2007
  - 3. miejsce - Mistrzostwa Europy Centralnej Strongman w Parach 2007
  - 6. miejsce - Mistrzostwa Europy IFSA Strongman 2007
  - 3. miejsce - Puchar Europy Par Strongman WP 2007
  - 11. miejsce - Mistrzostwa Świata IFSA Strongman 2007, Korea Południowa
- 2008
  - 2. miejsce - Liga Mistrzów Strongman 2008: Subotica
  - 1. miejsce - Mistrzostwa Europy Centralnej Strongman w Parach 2008
  - 4. miejsce - Liga Mistrzów Strongman 2008: Varsseveld
  - 3. miejsce - Liga Mistrzów Strongman 2008: Sofia
  - 12. miejsce - Fortissimus, Kanada (kontuzjowany)
  - 5. miejsce - Liga Mistrzów Strongman 2008: Wilno
  - 2. miejsce - Puchar Europy Strongman KBI 2008
  - 2. miejsce - Liga Mistrzów Strongman 2008: Mamaia
  - 3. miejsce - Liga Mistrzów Strongman 2008: Kokkola
  - 5. miejsce - Mistrzostwa Świata w Wyciskaniu Belki
- 2009
  - 8. miejsce - Arnold Strongman Classic, USA
  - 4. miejsce - Liga Mistrzów Strongman 2009: Subotica (kontuzjowany)
  - 1. miejsce - Liga Mistrzów Strongman 2009: Los Barrios
  - 4. miejsce - Mistrzostwa Europy w Wyciskaniu Belki 2009
- 2010
  - 7. miejsce - Mistrzostwa Świata Strongman 2010, RPA